# 古川祐一
古川 祐一（ふるかわ ゆういち、1968年10月15日 - ）は、東京都出身の元アマチュア野球選手（投手、内野手）、野球指導者。

## 来歴・人物
足立西高校卒業後に神奈川大学に進学して硬式野球部に所属し、大学1年生までは投手を務めたが、それ以降は内野手に転向した。
大学卒業後は、社会人野球のTDKのチームに入団し、7年間プレーした。
TDKのコーチを経て、2003年から母校の神奈川大学のコーチを務め、2007年秋から2017年までに監督を務めた。神奈川大学野球リーグではチームを5度のリーグ優勝に導き、2014年の全日本大学野球選手権大会ではチームを準優勝に導いた。2018年からは総監督を務めている。
大学日本代表コーチや侍ジャパン大学日本代表コーチを歴任した。